# State-X New Forms
State-X New Forms est un festival de musique se tenant au Paard van Troje dans le centre de La Haye depuis décembre 2004.

## 2005
Pere Ubu, The Locust, Broken Social Scene, Jan Jellinek, Aux Raus, Millionaire

## 2006
Danielson, Darker, The Devastations, Dogdaze, Dream/Aktion Unit feat. Chris Corsano, Thurston Moore, Paul Flaherty, Matt Heyner & C. Spencer Yeh, HSSLHFF, Julie Mittens, Krustpunk Collectief, Paul Lebreque, Love Is All, Mono, My Cat Is An Alien, No-Neck Blues Band, Tomàn, Vincent Oliver, POW-Ensemble feat. Joseph Bowie, Rauberhöhle, Sedan Vault, Sonic Youth, Aardvarck feat. DJ Cinnaman: Cult Copy live, Aavikko, Breakcore Tapdance Collective, Chap-a-tow, Circle, (Chris) Clark, Daan D-struct, Jimmy Edgar, Nathan Fake, La Peste, Labasheeda, Jamie Lidell feat. Visuals by Pablo Fiasco, Magic Markers, De Nieuwe Vrolijkheid, Mark One, Plastician, Ra-X feat. Film ‘Das Kabinett Des Doktor Caligari’, Uw Hypotheekadvies

## 2007
Aphex Twin, The Bent Moustache, Break-Koor, Crunc Tesla, Enon, The Ex, Fear Falls Burning, Food For Animals, Getatchew Mekurya, Jackson and His Computer Band, James Blackshaw, Jesu, Kill, Kiss The Anus Of A Black Cat, Michael Gira, Mogwai, Moichido, Moshpit, Motorpsycho, Moving Ninja, Olafur Arnalds, Peal, Pornologic, Alice Rose, Rotator, Scout Niblett, Shining, Silvester Anfang, Solaire, Spires That In The Sunset Rise, Sunn O))), The Strange Death of Liberal England, The Twilight Sad, Thor-ltD, Vrienden van Harlem, Wiley, Yobkiss

## 2008
Red Snapper, Jack Rose, Rhys Chatham, Shit and Shine, Lau Nau, Soap & Skin, Jazzsteppa, Bonne Aparte, Banditos, Inferno, 2562, Antistrot, Black Dog, Bolide Akwardstra, Bruital Orgasm, Bumper, Church of Music, Edu K, Faces: Tijdlus, DJ Hidden, Ignatz, The Message Is Love feat. Jammer, Badness and Mumdance, Lawn & Fries Symphonie Orkest, Midi Fanfare, Mugison, Peter Broderick, The Present, Soap & Skin, Sobchek, Steve Gunn, Subtitle, Technician, Tiger Counter of Drog Orkestar, Yuri Landman, Strotpodium ft. Vegan Drum Experience, Funky Martel Performance, Harry Merry, Dutch Dolls, GROK, Koekoeksclan, Kink FM X-Rated Café ft. DJ’s Bob & Spud, Skinnerbox & Organisms, DJ Nightmare, DJ Phil, Tovver, DJ Bas de Wit, DJ Jacques de la Disque

## 2009
Merzbow, Battles, Daily Bread, Peaches, The Melvins, Machinist, Rolo Tomassi, Zeitkratzer Orchestra et autres.

## 2010
Borbetomagus, Darkstar, Filastine, Girl Unit, Hanggai, Hauschka, James Blake, Joker, Lee ‘Scratch’ Perry feat. Adrian Sherwood, Mount Kimbie, Pixelord, Rangda, The Pyramids, Datacore, Warsaw Village Band, Huoratron, Volcano the Bear, The New Earth Group & Rotterdams Symfonisch Blaasorkest, Thomas Ankersmit, GATE, N!euwe Supersolden et autres.

## 2011
The Dodos, Micah P. Hinson, Tyondai Braxton, Jamie Woon, Buke & Gass, High Places, Omar Souleyman, Das Racist, Glenn Branca, Jad Fair & Gilles Reider, Yuri Landman Ensemble featuring Jad Fair, Lukas Simonis, Flying Lotus et autres.